# Fred Bisby
Fred Bisby (1880 – 17 tháng 9 năm 1948) là một cầu thủ bóng đá người Anh thi đấu ở vị trí tiền vệ chạy cánh.